# Kość kwadratowa

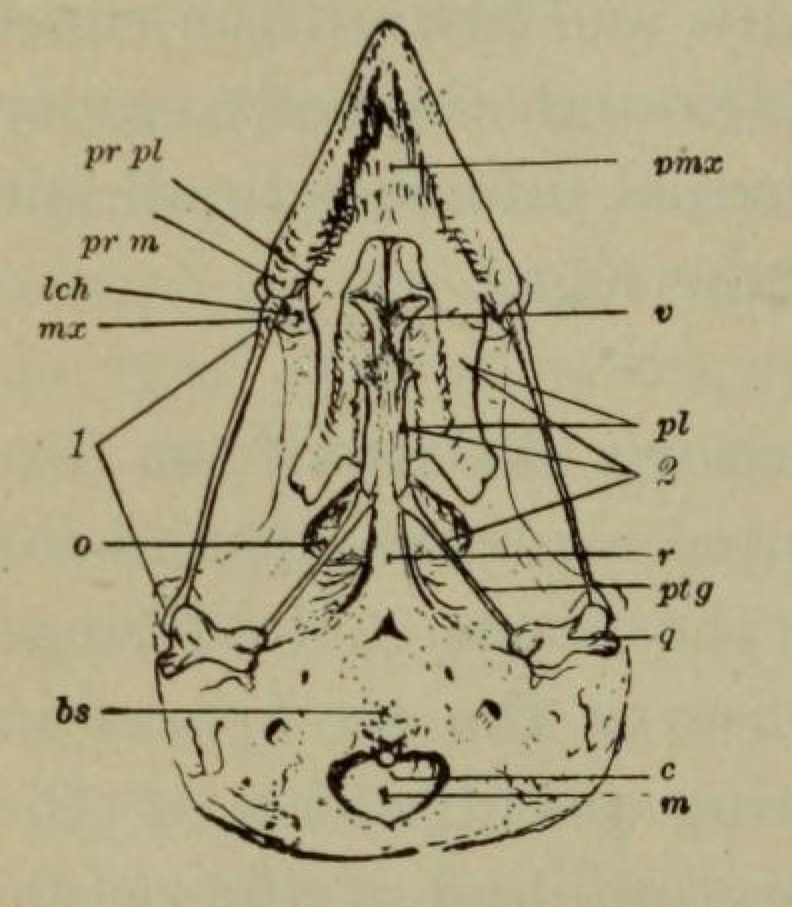
Czaszka wróbla zwyczajnego, P. domesticus; kość kwadratowa – q

Kość kwadratowa, kość czworoboczna (łac. os quadratum) – rodzaj kości budującej staw żuchwowy, która położona jest po stronie czaszki. Drugą kością połączoną tym stawem jest natomiast kość stawowa.
Kość kwadratowa występuje u wszystkich kręgowców z wyjątkiem ssaków, u których została zastąpiona przez kość skroniową, sama ulegając przekształceniu w kowadełko, które jest jedną z kosteczek słuchowych.

## Ptaki
U ptaków wolna, ruchoma kość czworoboczna łączy żuchwę z czaszką za pomocą kilku wyrostków stawowych. Górny wyrostek processus oticus łączy kość czworoboczną z prooticum (kością przeduszną) i squamosum (kością łuskową). Drugi wyrostek – wyrostek mięśniowy kości czworobocznej – pełni funkcję przyczepu dla mięśnia musculus protractor quadrati. Podczas skurczu mięśni żuchwy wysuwa się naprzód naciskając na łuk jarzmowy, który pod wpływem tego ruchu unosi do góry górną szczękę dzioba i opuszcza żuchwę. Dolna część kości czworobocznej ma jeden wyrostek, który rozgałęziony jest na 3 sęczki: jeden łączy kość kwadratową z łukiem jarzmowym, drugi z żuchwą, natomiast trzeci z pterygoideum (kość skrzydłowa).